# Liolaemus filiorum
Liolaemus filiorum este o specie de șopârle din genul Liolaemus, familia Tropiduridae, descrisă de Ramirez Leyton și Pincheira-donoso în anul 2005. Conform Catalogue of Life specia Liolaemus filiorum nu are subspecii cunoscute.